# James McAvoy
James McAvoy (Glasgow, Escocia, 21 de abril de 1979) es un actor escocés. Hizo su debut como actor cuando era adolescente en The Near Room (1995) y apareció principalmente en televisión hasta 2003, cuando comenzó su carrera cinematográfica. Su trabajo televisivo notable incluye el thriller State of Play (2003), la miniserie de ciencia ficción Children of Dune de Frank Herbert (2003) y la serie dramática Shameless (2004-2005).
McAvoy obtuvo reconocimiento por interpretar al Sr. Tumnus en la película de fantasía Las crónicas de Narnia: El león, la bruja y el armario (2005) y a Wesley Gibson en la película de acción Wanted (2008). Sus actuaciones en los dramas de época The Last King of Scotland (2006) y Atonement (2007) le valieron nominaciones al premio BAFTA. En 2011 prestó su voz al personaje principal en Arthur Christmas e interpretó a Charles Xavier en la película de superhéroes X-Men: First Class (2011), papel que repitió en futuras entregas de la serie X-Men. McAvoy ganó elogios por protagonizar la película policial independiente Filth (2013) y como un hombre con 23 personalidades alternativas en Split (2016) y Glass (2019) de M. Night Shyamalan. Interpretó a Lord Asriel en la serie de fantasía His Dark Materials del 2019 al 2022, y protagonizó a Bill Denbrough en la película de terror It Chapter Two (2019).
En el escenario, McAvoy ha protagonizado varias producciones del West End, como Three Days of Rain en 2010, Macbeth en 2013, The Ruling Class en 2015 y Cyrano de Bergerac en 2020, por la que recibió cuatro nominaciones al Premio Laurence Olivier por Mejor actor.

## Biografía
McAvoy nació el 21 de abril de 1979 en el distrito histórico de Scotstoun, Escocia,  hijo del constructor James McAvoy Sr. y la  enfermera psiquiátrica Elizabeth Johnstone (fallecida en 2018).  Fue criado como católico romano. Sus padres se separaron cuando él tenía siete años y se divorciaron cuando él tenía once años.  La madre de McAvoy padecía problemas de salud y posteriormente lo envió a vivir con sus abuelos maternos, Mary y James Johnstone, en la cercana zona de Drumchapel en Glasgow. Su madre vivía con ellos de forma intermitente.  McAvoy tiene una hermana menor llamada Joy —que es cantante— y un medio hermano menor llamado Donald.  McAvoy confirmó en una entrevista con The Guardian que sus padres habían fallecido,  pero que no había estado en contacto con su padre desde la infancia.  Asistió a la escuela secundaria católica St Thomas Aquinas en el área de Jordanhill en Glasgow y brevemente consideró unirse al sacerdocio. En una entrevista de 2006, McAvoy dijo que consideró convertirse en sacerdote cuando era niño porque parecía ser una forma de explorar el mundo a través del trabajo misionero.  Durante su educación, trabajó en una panadería local. 

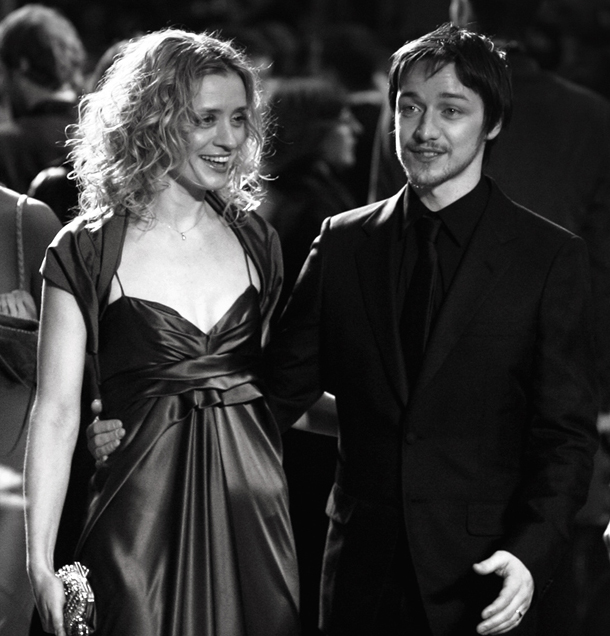
James McAvoy y Anne-Marie Duff en los premios BAFTA en la Royal Opera House de Londres. Febrero de 2007.

McAvoy solicitó unirse a la Royal Navy y ya había sido aceptado cuando también le ofrecieron una plaza para estudiar actuación en el Real Conservatorio de Escocia.  Después de graduarse en 2000, se mudó a Londres.
McAvoy mantuvo una relación amorosa con Emma Neilson desde los 16 años hasta el año 2003. Mientras trabajaba en Shameless, McAvoy comenzó a salir con su coprotagonista Anne-Marie Duff, quien interpretó el interés amoroso de su personaje. Se casaron el 11 de noviembre de 2006, y su hijo nació en 2010. McAvoy y Duff anunciaron su decisión de divorciarse en mayo de 2016. Más tarde, McAvoy comenzó una relación con Lisa Liberati, a quien había conocido en el set de Split (2016), donde ella trabajó como asistente personal del director M. Night Shyamalan. A principios de 2022, confirmó que se habían casado en secreto tras años de especulaciones.
Desde los 11 años, le gusta la ciencia ficción, afición que empezó a través de la novela de fantasía épica El Señor de los Anillos. Es admirador del Celtic Football Club y ha manifestado que uno de sus sueños sería interpretar a Jimmy Johnstone, una de las leyendas futbolísticas del equipo. Se considera una persona espiritual pero no es un católico practicante.McAvoy asegura que su participación en Wanted fue novedosa, ya que él repudia, en cierta forma, la violencia.

### Trayectoria profesional
El debut como actor de McAvoy fue a la edad de 15 años en The Near Room (1995). Más tarde admitió que no estaba muy interesado en actuar cuando se unió a la película, pero se inspiró para estudiar actuación después de desarrollar sentimientos por su coprotagonista, Alana Brady.  Continuó actuando cuando aún era miembro PACE Youth Theatre por más de seis años. A principios de la década de 2000, hizo apariciones especiales en programas de televisión y comenzó a trabajar en cine. En 2001, la actuación de McAvoy como un estafador gay en la obra Out in the Open impresionó tanto al director Joe Wright que Wright comenzó a ofrecerle papeles a McAvoy en sus películas. Sin embargo, McAvoy siguió rechazándolos y no fue hasta seis años después que los dos trabajaron juntos. 

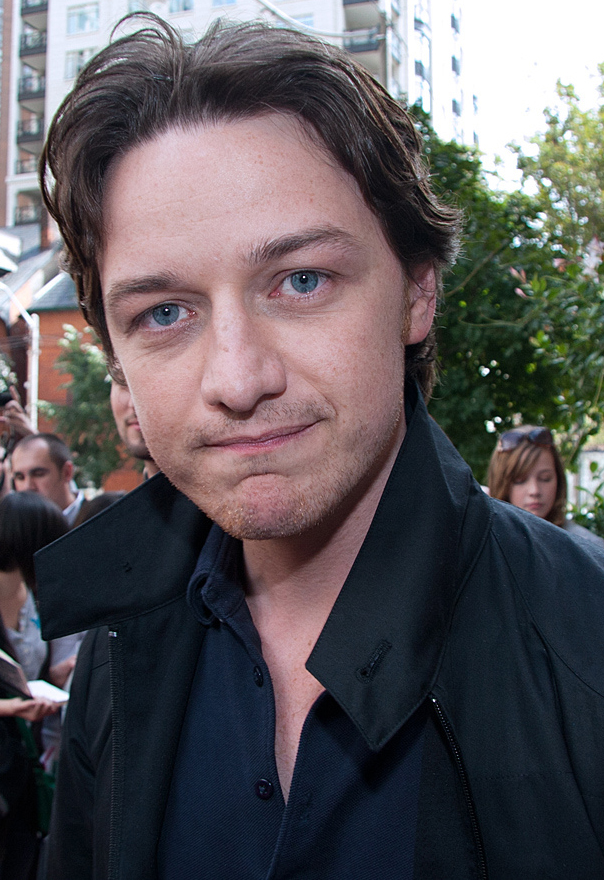
James McAvoy en el Festival Internacional de Cine de Toronto de 2010.

Tras interpretar a Dan en la aclamada serie de Paul Abbot State of Play, en 2003 hizo el papel de Leto II en la miniserie de ciencia ficción Los Hijos de Dune. Ese mismo año protagonizó Bright Young Things, el debut como director de Stephen Fry, y en 2004 por su papel en la serie Shameless recibió una nominación como mejor actor novel en los British Comedy Awards.En la película Rory O'Shea Was Here', (2004) ganadora del premio del público en el Festival de Cine de Edimburgo, James McAvoy interpretó a Rory O’Shea, un joven irlandés con distrofia muscular, papel que le valió una nominación como mejor actor británico del London Film Critics Circle. James también participó en Wimbledon (2004), junto a Kirsten Dunst y Paul Bettany, y en la película de fantasía Las crónicas de Narnia: El león, la bruja y el armario (2005), como el fauno Tumnus, por la que James McAvoy fue nominado como mejor actor británico por el London Film Critics Circle y como mejor actor novel en los Premios Empire en 2006. Ese mismo año ganó el Premio Orange a la estrella emergente en los BAFTA y el Elle Style Award como mejor actor de televisión.

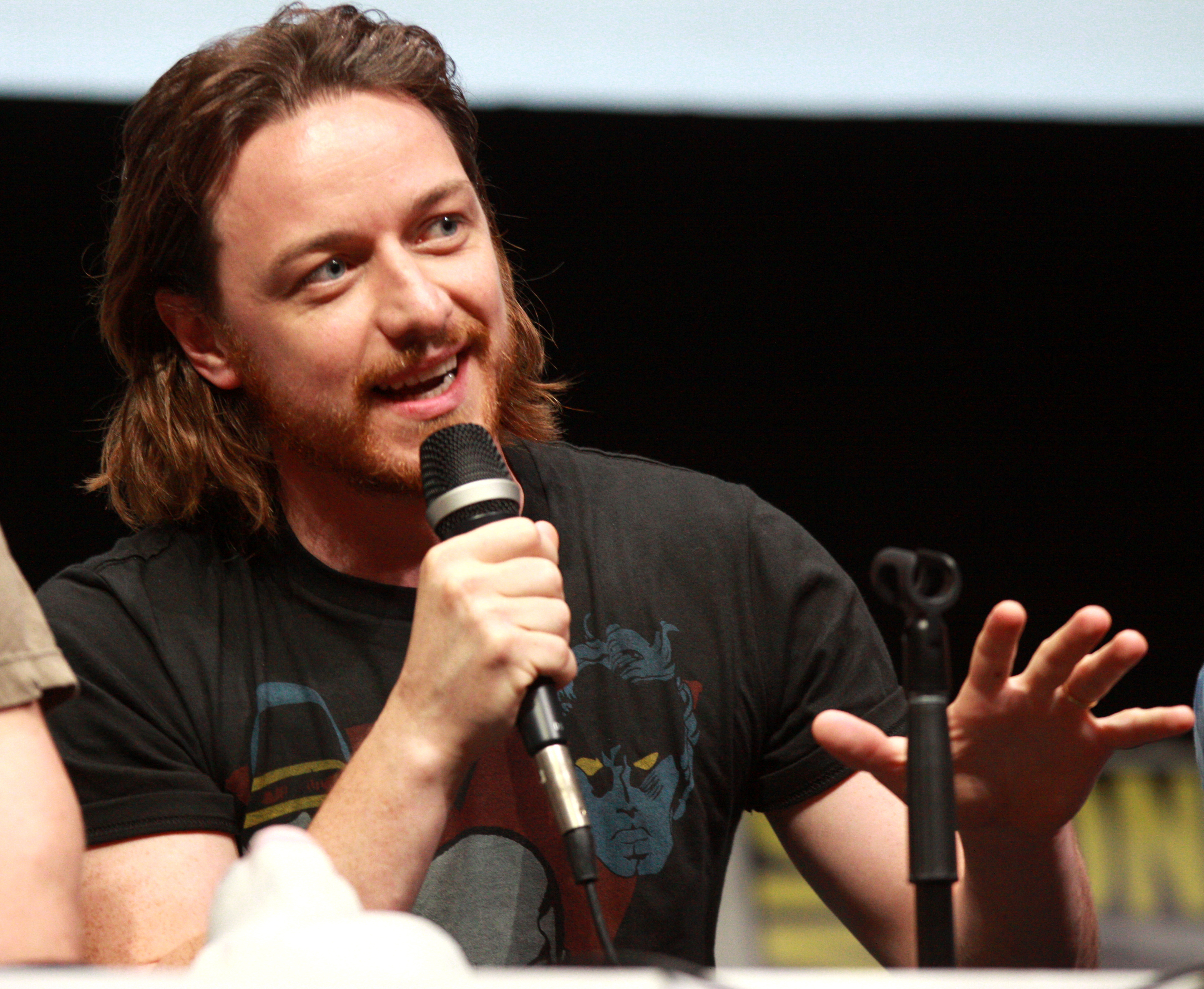
James McAvoy

Entre sus papeles de 2006 se encuentran El último rey de Escocia, con Gillian Anderson y Forest Whitaker, que abrió el quincuagésimo Festival de Cine de Londres, y la comedia romántica Starter for Ten (2006). También, actuó junto a Cristina Ricci, en la comedia romántica: Penelope, que contó con la actuación, a su vez producción de Reese Witherspoon. En el 2007, actuó junto a Anne Hathaway en la película, La joven Jane Austen (2007). Posteriormente, protagonizó junto a Keira Knightley Expiación, dirigida por Joe Wright y basada en la novela homónima de Ian McEwan acerca del amor, del perdón, y del arrepentimiento en medio de la II Guerra Mundial. Tras las excelentes críticas fue nominada al León de Oro en el Festival de Venecia, en diciembre de 2007, y James recibió su primera nominación al Golden Globe como Mejor actor dramático. En el 2008 apareció en Wanted junto a Morgan Freeman y Angelina Jolie. En 2011 protagonizó la precuela de la saga de X-Men, en el papel de Charles Xavier / Profesor X, junto a Michael Fassbender que interpretó a Erik Lehnsherr / Magneto roles que repitieron en X-Men: días del futuro pasado, y X-Men: Apocalipsis secuelas de la misma que fueron estrenadas el 22 de mayo de 2014 y el 20 de mayo de 2016.

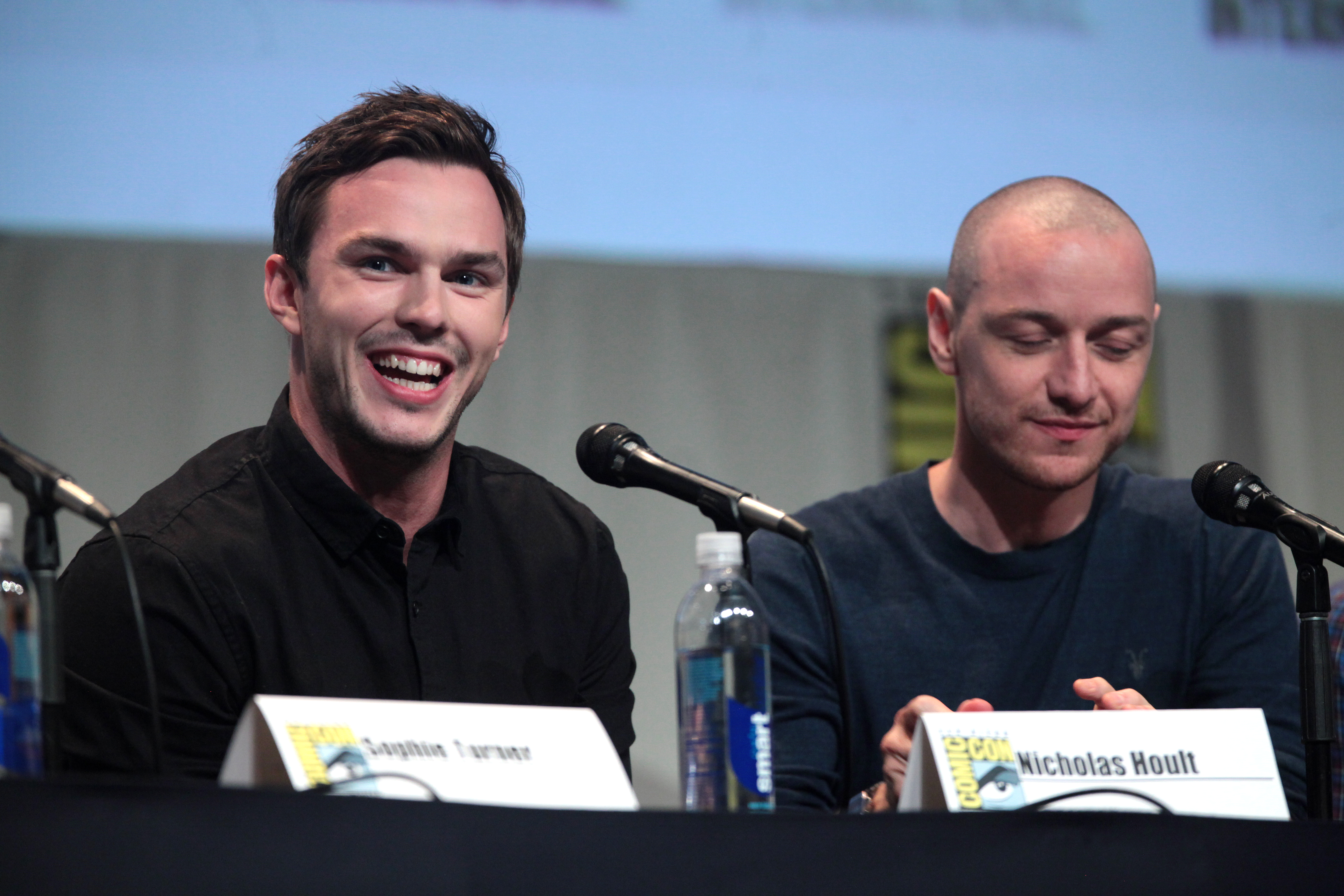
James McAvoy y Nicholas Hoult

En 2018, McAvoy expresó la voz de Hazel en la miniserie de la cadena británica BBC y Netflix titulada Watership Down, protagonizado junto al actor Nicholas Hoult. McAvoy interpretó al Bill Denbrough adulto en la película de terror It Chapter Two (2019), la secuela de It (2017), que se estrenó el 6 de septiembre de 2019  y recaudó 473  millones de dólares en taquilla.
El 4 de marzo de 2020, se anunció que Audible adaptaría la aclamada serie de cómics de Neil Gaiman, The Sandman, en un drama de audio de varias partes, con McAvoy dando voz al personaje principal, Dream.
McAvoy protagonizó la producción de Cyrano de Bergerac de Jamie Lloyd Company, que se estrenó en el Teatro Harold Pinter del West End el 3 de febrero de 2022, por la que ganó un premio What's On Stage al mejor intérprete en un papel de identificación masculina. Continuó su actuación de forma limitada en el Harvey Theatre de la Academia de Música de Brooklyn (BAM), inaugurando el espectáculo en Estados Unidos el 5 de abril de 2022 y hasta el 22 de mayo de 2022. 

## Filmografía

### Largometrajes
| Año  | Título                                                         | Título | Personaje                           | Ref    |
| Año  | Título original                                                | Título en español | Personaje                           | Ref    |
| ---- | -------------------------------------------------------------- | --- | ----------------------------------- | ------ |
| 1995 | The Near Room                                                  | ES: La habitación de al lado HI: La habitación de al lado                                                            | Kevin                               |        |
| 1997 | Regeneration                                                   | ES: Regeneration HI: Regeneration                                                                                    | Anthony Balfour                     |        |
| 2000 | Lorna Doone                                                    | ES: La Leyenda de Lorna Doone HI: Lorna Doone                                                                        | Sargento Bloxham                    |        |
| 2001 | Swimming Pool                                                  | ES: Un grito bajo el agua HI: La piscina, el grito bajo el agua                                                      | Mike                                |        |
| 2002 | Bollywood Queen                                                | ES: Bollywood Queen HI: Bollywood Queen                                                                              | Jay                                 |        |
| 2003 | Bright Young Things                                            | ES: Escándalo con clase HI: Escándalo con clase                                                                      | Simon Balcairn                      |        |
| 2004 | Wimbledon                                                      | ES: Wimbledon: El amor está en juego HI: Wimbledon: Amor en juego                                                    | Carl Colt                           |        |
| 2004 | Strings                                                        | ES: Strings HI: Cuerdas                                                                                              | Hal Tara (voz, versión inglesa)     |        |
| 2004 | Rory O'Shea Was Here                                           | ES: Bailo por dentro HI: Bailo por dentro                                                                            | Rory O'Shea                         |        |
| 2005 | The Chronicles of Narnia: The Lion, the Witch and the Wardrobe | ES: Las Crónicas de Narnia: El león, la bruja y el armario HI: Las Crónicas de Narnia: El león, la bruja y el ropero | Tumnus, el fauno                    |        |
| 2006 | The Last King of Scotland                                      | ES: El último rey de Escocia HI: El último rey de Escocia                                                            | Dr. Nicholas Garrigan               |        |
| 2006 | Starter for 10                                                 | ES: Un chico listo HI: Un chico listo                                                                                | Brian Jackson                       |        |
| 2006 | Penelope                                                       | ES: Penélope HI: Penélope                                                                                            | Johnny Martin/Max                   |        |
| 2007 | Becoming Jane                                                  | ES: La joven Jane Austen HI: Amor verdadero                                                                          | Thomas Langlois Lefroy              |        |
| 2007 | Atonement                                                      | ES: Expiación HI: Expiación, deseo y pecado                                                                          | Robbie Turner                       |        |
| 2008 | Wanted                                                         | ES: Wanted: Se Busca HI: Se Busca                                                                                    | Wesley Gibson                       |        |
| 2009 | The Last Station                                               | ES: La última estación HI: La última estación                                                                        | Valentin Bulgakov                   |        |
| 2010 | The Conspirator                                                | ES: El conspirador HI: El conspirador                                                                                | Frederick Aiken                     | [ 25 ] |
| 2011 | Gnomeo and Juliet                                              | ES: Gnomeo y Julieta HI: Gnomeo y Julieta                                                                            | Gnomeo (voz)                        | [ 26 ] |
| 2011 | X-Men: First Class                                             | ES: X-Men: primera generación HI: X-Men: primera generación                                                          | Charles Xavier / Profesor X         |        |
| 2011 | Arthur Christmas                                               | ES: Arthur Christmas: Operación regalo HI: Operación regalo                                                          | Arthur Christmas (voz)              | [ 27 ] |
| 2013 | Welcome to the Punch                                           | ES: Enemigos de sangre HI: Cruzando el límite                                                                        | Max Lewinsky                        |        |
| 2013 | Trance                                                         | ES: Trance HI: En trance                                                                                             | Simon Newton                        |        |
| 2013 | Filth                                                          | ES: Filth, el sucio HI: El sucio                                                                                     | Bruce Robertson                     |        |
| 2013 | X-Men: Days of Future Past                                     | ES: X-Men: días del futuro pasado HI: X-Men: días del futuro pasado                                                  | Charles Xavier / Profesor X         |        |
| 2014 | Muppets Most Wanted                                            | ES: El tour de los Muppets HI: Los Muppets 2: Los más buscados                                                       | Mensajero de UPS (cameo)            |        |
| 2015 | The Disappearance of Eleanor Rigby                             | ES: La desaparición de Eleanor Rigby HI: La desaparición de Eleanor Rigby                                            | Conor Ludlow                        |        |
| 2015 | Victor Frankenstein                                            | ES: Victor Frankenstein HI: Victor Frankenstein                                                                      | Victor Frankenstein                 |        |
| 2016 | X-Men: Apocalipsis                                             | ES: X-Men: Apocalipsis HI: X-Men: Apocalipsis                                                                        | Charles Xavier / Profesor X         |        |
| 2016 | Split                                                          | ES: Múltiple HI: Fragmentado                                                                                         | Kevin Wendell Crumb                 |        |
| 2017 | Atomic Blonde                                                  | ES: Atómica HI: Atómica                                                                                              | David Percival                      |        |
| 2017 | Submergence                                                    | ES: Inmersión HI: Inmersión                                                                                          | James Moore                         |        |
| 2018 | Sherlock Gnomes                                                | ES: Sherlock Gnomes HI: Gnomeo & Julieta 2: Sherlock Gnomes                                                          | Gnomeo (voz)                        |        |
| 2018 | Deadpool 2                                                     | ES: Deadpool 2 HI: Deadpool 2                                                                                        | Charles Xavier / Profesor X (cameo) | [ 28 ] |
| 2019 | Glass                                                          | ES: Glass HI: Cristal                                                                                                | Kevin Wendell Crumb                 |        |
| 2019 | Dark Phoenix                                                   | ES: X-Men: Fénix Oscura HI: Dark Phoenix                                                                             | Charles Xavier / Profesor X         |        |
| 2019 | It Chapter Two                                                 | ES: It: Capítulo Dos HI: It: Capítulo Dos                                                                            | Bill Denbrough                      |        |
| 2021 | My Son                                                         | ES: Mi hijo HI: Mi hijo                                                                                              | Edmond Murray                       |        |
| 2023 | The Book of Clarence                                           | ES: El libro de Clarence HI: El libro de Clarence                                                                    | Poncio Pilato                       |        |
| 2024 | Speak No Evil                                                  | ES: No hables con extraños HI: No hables con extraños                                                                | Paddy                               |        |
| 2025 | Turn Up The Sun!                                               | ES: HI: | TBA                                 |        |
| 2026 | Control                                                        | ES: HI: | Dr. Conway                          |        |

### Series de televisión
| Año         | Serie                          | Personaje               | Notas                                                                                           |
| ----------- | ------------------------------ | ----------------------- | ----------------------------------------------------------------------------------------------- |
| 1997        | The Bill                       | Gavin Donald            | Programa de Televisión Episodio: "Rent"                                                         |
| 2001        | Band of Brothers               | Soldado James W. Miller | Miniseries Episodio: "Replacements"                                                             |
| 2001        | Murder in Mind                 | Martin Vosper           | Programa de Televisión Episodio: "Teacher"                                                      |
| 2002        | White Teeth                    | Josh Malfen             | Programa de Televisión 2 Episodios                                                              |
| 2002        | The Inspector Lynley Mysteries | Gowan Ross              | Programa de Televisión Episodio: "Payment in Blood"                                             |
| 2002        | Foyle's War                    | Ray Pritchard           | Programa de Televisión Episodio: "The German Woman"                                             |
| 2003        | Hijos de Dune                  | Leto II Atreides        | Miniseries 3 Episodios                                                                          |
| 2003        | State of Play                  | Dan Foster              | Miniseries 6 Episodios                                                                          |
| 2003        | Early Doors                    | Liam                    | Programa de Televisión 4 Episodios                                                              |
| 2004        | Shameless                      | Steve McBride           | Programa de Televisión 13 Episodios Nominado - British Comedy Award for Best TV Comedy Newcomer |
| 2005        | ShakespeaRe-Told               | Joe Macbeth             | Miniseries Episodio: "Macbeth"                                                                  |
| 2018        | Watership Down                 | Hazel                   | 4 episodios                                                                                     |
| 2019 - 2022 | His Dark Materials             | Lord Asriel Belacqua    | Elenco Principal                                                                                |
| 2021        | Together                       | He                      | Película para TV                                                                                |
| 2022        | The Sandman                    | Golden-Haired Man (voz) | Episodio: "Dream of a Thousand Cats"                                                            |

### Teatro
| Año       | Serie                      | Personaje              | Notas                                      | Referencias |
| --------- | -------------------------- | ---------------------- | ------------------------------------------ | ----------- |
| 1999      | West Side Story            | Riff                   | Courtyard Centre for the Arts Hereford     | Ref.        |
| 1999      | Romeo y Julieta            | Romeo                  | Courtyard Centre for the Arts Hereford     | Ref.        |
| 1999      | La Bella y la Bestia       | Bobby Buckfast         | Teatro Adam Smith                          | Ref.        |
| 2000      | La Tempestad               | Ferdinand              | Teatro Brunton                             | Ref.        |
| 2000      | The Reel of the Hanged Man | Gerald                 | Teatro Traverse                            | Ref.        |
|           | Lovers                     | Joe                    | Teatro Royal Lyceum                        | Ref.        |
| 2001      | Out In The Open            | Iggy                   | Teatro Hampstead                           | Ref.        |
| 2001      | Privates on Parade         | Private Steven Flowers | Donmar Warehouse                           | Ref.        |
| 2005      | Breathing Corpses          | Ben                    | Teatro Royal Court                         | Ref.        |
| 2009      | Tres Días de Lluvia        | Walker / Ned           | Teatro Apollo                              | Ref.        |
| 2013      | Macbeth                    | Macbeth                | Trafalgar Studios                          | Ref.        |
| 2015      | The Ruling Class           | Jack Gurney            | Trafalgar Studios                          | Ref.        |
| 2019 2022 | Cyrano de Bergerac         | Cyrano                 | Teatro Playhouse Brooklyn Academy of Music | Ref.        |

## Videojuegos
| Año  | Título         | Voz rol    | Ref. |
| ---- | -------------- | ---------- | ---- |
| 2016 | F1 2016        | Team Radio | Ref. |
| 2021 | Twelve Minutes | Man        | Ref. |

## Audiolibros y radio
| Año  | Título                          | Rol            |
| ---- | ------------------------------- | -------------- |
| 2013 | Neverwhere                      | Richard Mayhew |
| 2015 | Orson Welles' Heart of Darkness | Marlow         |
| 2020 | The Sandman                     | Dream          |

## Premios y nominaciones

### Globos de Oro
| Año  | Categoría           | Película  | Resultado | Referencias |
| ---- | ------------------- | --------- | --------- | ----------- |
| 2008 | Mejor actor - Drama | Expiación | Nominado  | Ref.        |

### BAFTA
| Año  | Categoría                             | Película                              | Resultado | Referencias |
| ---- | ------------------------------------- | ------------------------------------- | --------- | ----------- |
| 2006 | Premio Orange a la estrella emergente | Premio Orange a la estrella emergente | Ganador   | Ref.        |
| 2007 | Mejor actor de reparto                | El último rey de Escocia              | Nominado  | Ref.        |
| 2008 | Mejor actor                           | Expiación                             | Nominado  | Ref.        |

### Premios Lawrence Olivier
| Año  | Categoría   | Trabajo             | Resultado | Referencias |
| ---- | ----------- | ------------------- | --------- | ----------- |
| 2010 | Mejor Actor | Tres Días de Lluvia | Nominado  | Ref.        |
| 2013 | Mejor Actor | Macbeth             | Nominado  | Ref.        |
| 2015 | Mejor Actor | The Ruling Class    | Nominado  | Ref.        |
| 2020 | Mejor Actor | Cyrano de Bergerac  | Nominado  | Ref.        |